# Glockenstecker

Glockenstecker eines Floretts

Als Glockenstecker bezeichnet man beim Fechten den "Steckkontakt" des zur Detektion von Treffern nötigen Kabels in der Glocke (Handschutz) der Waffe. 
Der Glockenstecker ist von Waffe zu Waffe verschieden. 
- Das Florett hat zwei Eingänge für den Stecker.
- Der Degen hat drei Eingänge für den Stecker.
- Der Säbel hat zwei Eingänge für den Stecker.